# Yacimiento Arqueológico del Castellot

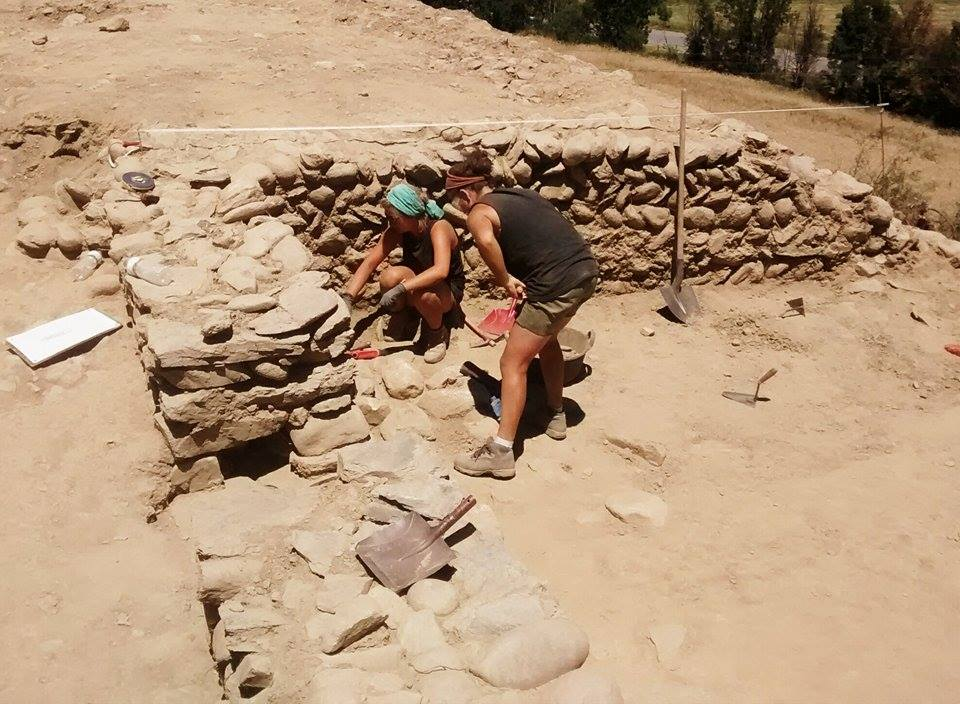
Yacimiento arqueológico del Castellot con voluntarios de la
Universidad Autónoma de Barcelona realizando una campaña de excavación.

El Yacimiento Arqueológico del Castellot es uno de los pocos poblados ibéricos hallados en los Pirineos. Se trata del yacimiento más importante de los encontrados en la Cerdaña hasta ahora. Se encuentra en el extremo y la zona más elevada de La Corona, ubicada al sur oeste del municipio de Bolvir (Cerdaña, km. 183 ctra. nac. 260 Puigcerdá-Seo de Urgel), una terraza natural avanz de la llanura cerdatana, con una buena panorámica del tercio de poniente de la comarca. Es un lugar estratégicamente situado que facilitó el control del territorio en momentos claves de la historia.
Hasta día de hoy se ha excavado tan solo entre un 20% y un 30% de la superficie total del yacimiento, que continúa siendo objeto de estudio y de interpretación a partir de una continuada investigación científica llevada a cabo por la Universidad Autónoma de Barcelona. En enero del 2015 se inauguró el centro de difusión Espacio Ceretània donde se ofrece a los visitantes las herramientas necesarias para la completa compresión del Yacimiento Arqueológico del Castellot. Mediante apoyos audiovisuales, tecnológicos e interactivos se desarrolla la información necesaria para la correcta comprensión del yacimiento.
Todas las intervenciones arqueológicas se pueden sobre el Castellot, dentro del proyecto «Paisaje y Territorio a la Cerdaña Antigua» (PATCA), iniciado durante el periodo 2014-2017, se pueden consultar a las publicaciones «ERA».

## Contexto geográfico y topográfico de la ubicación del Castellot
Se trata de un yacimiento arqueológico situado en el extremo y en el punto más elevado de La Corona de Bolvir. El lugar es una colina con fuertes pendientes que deja solo un punto de entrada, la visera meridional. El poblado disfruta de un amplio dominio visual sobre el Estrecho de Isóbol, el tercio de poniente de la comarca de la Cerdaña, paso natural de entrada y salida al valle. Fue construido de forma que esta antigua fortificación tuviese un dominio claro de las antiguas vías de comunicación. Cerca del poblado había diversas vías; por un lado, encontramos la posible vía romana que probablemente comunicaba Llivia (Iulia Lybica) con las tierras de la Alto Urgel. Y por otro lado, encontramos a unos metros del yacimiento el curso del río Segre, que articula el territorio.

## Contexto Histórico y Cronológico
En el Castellot encontramos tres grandes modificaciones de tres etapas distintas.
- Una primera fase ibérica ceretana.
- Una segunda fase romana
- Un periodo de abandono seguido a partir del siglo X (en plena época medieval) de un repoblamiento aprovechando los vestigios de las anteriores etapas. A partir de los siglos XI y XII fue abandonado definitivamente.[3]

Por lo tanto, el Castellot está formado por una superposición de fases que han sido interpretadas gracias a los estudios arqueológicos de los últimos años.

### Fase Ceretana
La primera fase arqueológica está fechada en época ibérica. Los estudios han determinado que está formado por una muralla de planta irregular que se adapta al terreno, un foso, muros de escarpa domésticos y una serie de elementos típicos de los oppida ibéricos, que aparte de delimitar el territorio y de articular el sistema defensivo, también están cargados de un simbolismo que otorga prestigio al poblado por encima de otros más humildes.
El sistema constructivo de muros ibéricos está formado por grandes guijarros unidos con barro. En época romana se usaron como base para los muros. 
Las casas ceretanas tendrían una altura de unos 4 a 5 metros, divididas en dos pisos: el primero de piedra y el segundo de piedra. Se levantaban sobre una planta generalmente cuadrada y probablemente poseían unos tejados fuertemente inclinados para evitar la acumulación de nieve. En cada casa  podían vivir cinco o seis personas y solían tener unos patios individuales o espacios comunitarios, generalmente descubiertos. Así pues, las casas estaban muy bien equipadas para resistir los duros inviernos a la Cerdaña. Las casas romanas son prácticamente idénticas a las ceretanas.

### Fase Romana
Después del periodo ibérico que se configura entre los siglos IV y III a. C., encontraríamos una segunda fase romana republicana que empieza en el siglo II a. C. Durante esta etapa, el poblado fue reformado defensivamente. La entrada se situó en el sector meridional, a diferencia de la anterior, que se hallaba en el levante. Esta nueva entrada al poblado estaba flanqueada por dos grandes torres cuadradas y un baluarte defensivo. Se comenzaron a utilizar pizarras para edificar muros y las entradas de las casas poseen un precioso enlosado. La joya de época romana fue el taller metalúrgico, conformado por tres forjas. Según los estudios realizados y los restos encontrados producía elementos de vidrio, así como objetos de hierro, cobre, estaño y plomo, entre otros materiales. El poblado terminó siendo abandonado por los romanos, debido de a los conflictos sociopolíticos, cómo dos guerras civiles que sufrió Roma y una revuelta que se produjo al poblado.

### Fase Medieval
Con la llegada de los godos, nueve siglos después, el Castellot se repobló de nuevo. Estos se encontraron con un poblado abandonado y en ruinas, de forma que reconstruyeron casas, una nueva muralla y una nueva entrada al poblado al oeste del yacimiento, con el mismo sistema constructivo pero con unos muros en opus spicatum.
En relación con el sistema defensivo, se construyóuna nueva entrada al sector de poniente. Junto a esta había edificada una atalaya (torre de vigilancia), la más grande del yacimiento y la que mejor cumplía su función de vigilancia.   

## Orígenes del Yacimiento

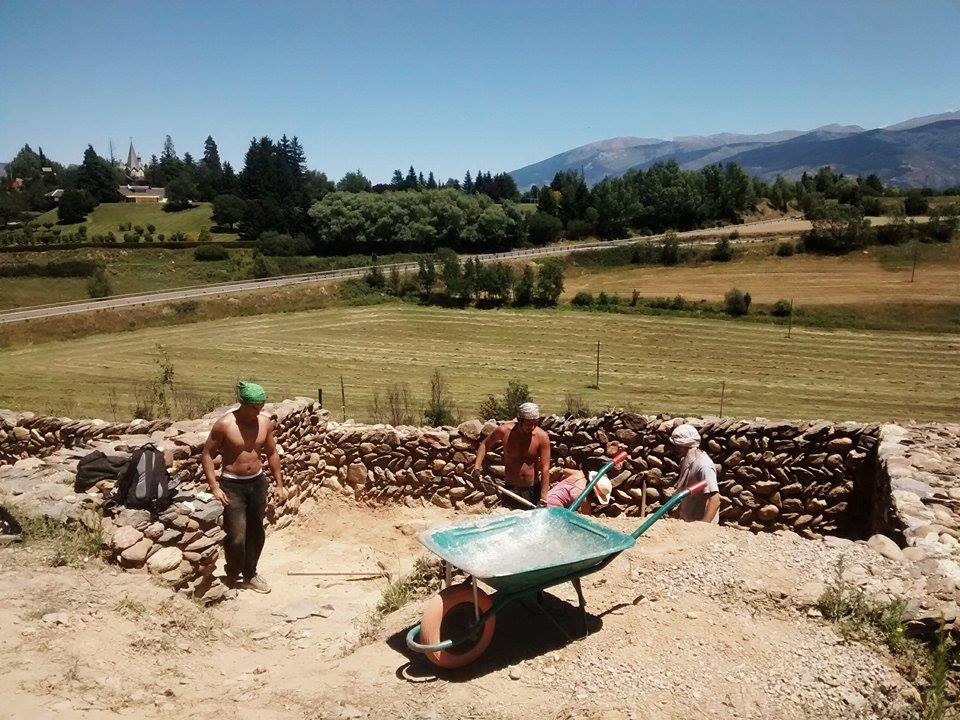
Yacimiento arqueológico del Castellot con voluntarios de la
Universidad Autónoma de Barcelona realizando una campaña de excavación.

A partir de la recogida de materiales antiguos en la superficie, en 1990 El estudioso francés Claude Saurel planteó por primera vez la existencia de un yacimiento arqueológico en el Castellot de Bolvir. Un año después, el historiador Oriol Olesti, junto con el arqueólogo Oriol Mercadal, llevaron a cabo cuatro sondeos arqueológicos en el Castellot. Se localizaron algunos muros, se excavó parcialmente un silo, y se documentaron trazas inequívocas de la existencia de un poblado de época iberoromana en la colina de La Corona.
No fue hasta 2006 cuando se iniciaron las intervenciones arqueológicas de investigación en el Castellot de Bolvir. Un equipo de investigación formado por miembros del departamento de Ciencias de la Antigüedad y la Edad Media de la Universidad Autónoma de Barcelona, del Museo Cerdà y por arqueólogos profesionales, iniciaron las intervenciones arqueológicas en el yacimiento del Castellot amparados por un proyecto de investigación dirigido por el Dr. Oriol Olesti, los cuales  trabajaron ininterrumpidamente en el yacimiento durante los siguientes años.
En el año 2015 el Castellot de Bolvir se convirtió Campus Arqueológico de la Universidad Autónoma de Barcelona. El alcalde de Bolvir, Bartomeu Baqué y el rector de la UAB, Ferran Sancho, firmaron un convenio para que el yacimiento iberorromano fuese un espacio de formación para futuros arqueólogos. La creación de este campus es fruto de ocho años de colaboraciones entre el Ayuntamiento y la Universidad.

## Orígenes del Espacio Ceretània

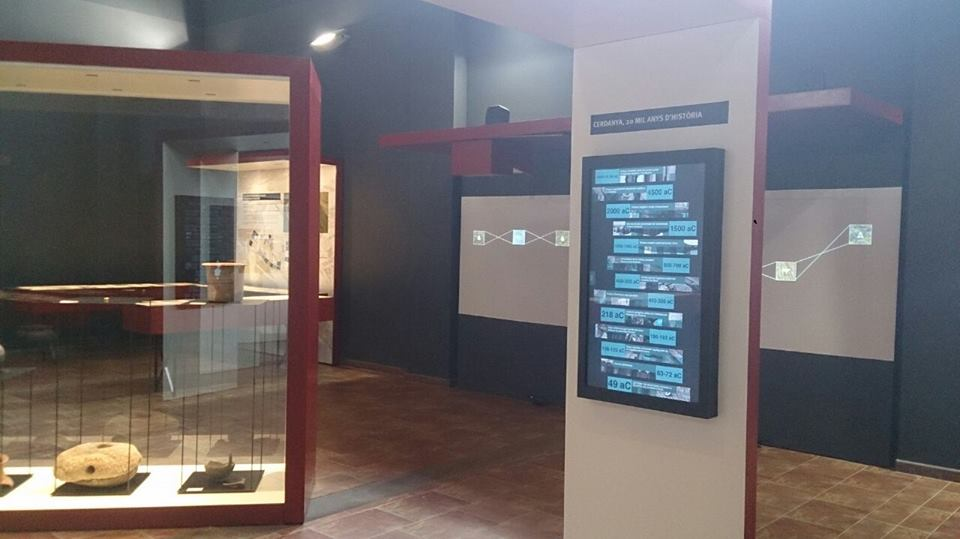
Centro de interpretación Espacio Ceretània

En el año 2007 se planteó por primera vez la necesidad de construir un centro de interpretación en el Castellot de Bolvir. 
Finalmente en 2015 se inauguró el Centro de Interpretación Espacio Ceretania del Castellot de Bolvir. Su construcción y ejecución se había iniciado en el otoño de 2012, mientras que las tareas de museización del espacio no terminaron hasta el año el 2015. El centro ha contado con una inversión de un millón de euros, de los cuales 570.000 provienen de fondos FEDER y de la Generalidad de Cataluña, mientras que el resto son aportados por el propio Ayuntamiento.